# アリエル・アンリ
アリエル・アンリ（仏：Ariel Henry, 1949年11月6日 - ）は、ハイチの政治家。首相代行と内務大臣代行を兼任した。元モンペリエ大学医学部教授。
日本メディアではフランス語読みに倣ってアリエル・アンリと報じられるが、非フランス語圏では英語読みでアリエル・ヘンリーと呼ばれることもある。

## 経歴・人物
長年、モンペリエ大学医学部の教授として働いていた。2015年から2016年にかけては社会労働大臣として、在任。
2021年7月5日にはジョブネル・モイーズ大統領によって、首相に任命されていた。しかし、モイーズ大統領は2日後に暗殺される。首相の座を巡って、暫定首相であったクロード・ジョセフと争っていた。
同年7月20日にはジョセフ暫定首相が退任し、後任として彼が首相として就任。首相として大統領職も代行している。だが、同年9月15日にハイチ検察当局より、モイーズ大統領暗殺事件に加担した疑いを持たれた。しかし、彼は検察庁長官を罷免させる。
2021年ハイチ地震の際は国内全土に1か月の非常事態宣言を発令した。
2022年1月4日、国の独立式典で訪れていたゴナイーヴで、武装集団に襲撃された。彼に怪我はなかったが、武装集団との銃撃戦でうち1人死亡、2人が負傷した。
2021年8月に民政移管を目指す政治団体・市民社会連合がモンタナ協定を採択し、アンリの大統領代行の任期（モイーズの残り任期）が終了する2022年2月7日より暫定政府として国民評議会を2年間設置することを表明。2022年1月30日に経済学者のフリッツ・ジャン元首相を暫定政権の大統領に、スティーブン・ブノワ元上院議員を首相に選出したが、アンリは大統領は全国民が自由に選ぶべきとして暫定政権に政権を譲ることを拒否した。2022年11月11日に法務大臣と内務大臣を更迭し、そのうち内務大臣を自らが代行し兼任した。
2024年2月29日、ケニアに外遊中、有力ギャングリーダーが首相退陣を求めて武装蜂起。首都ポルトープランスでは、ギャングと警察官との間で銃撃戦が発生した。同年3月に入っても騒乱は収まらず、大統領官邸や警察施設、刑務所などが暴徒による襲撃を受けたことから帰国できない状況が続いた。同年3月5日、アンリはプエルトリコへ移動していることが確認された。3月11日に首相を辞任すると表明。4月7日にハイチの指導層が9人からなる暫定評議会の設立に関する政治協定に調印し、アンリが同評議会への政権移譲を承認するかが焦点となった。
4月25日に7人から構成される暫定大統領評議会に大統領権限を、 ミシェル＝パトリック・ボワヴェールに首相権限を移行し、自ら政権の座から退いた。